# Pólotsk
Pólotsk o Pólatsk (en bielorruso: По́лацк; en ruso: По́лоцк; en polaco: Połock) es una ciudad subprovincial de Bielorrusia, situada junto al río Daugava, en la provincia de Vítebsk. Dentro de la provincia, es el centro administrativo del raión de Pólotsk, aunque no pertenece al mismo.

## Historia
El nombre en  antiguo eslavo oriental, Polotesk, es derivado del río Palatá, que desemboca en el río Daugava. Los vikingos interpretaron ese nombre como Palteskja o Paltejsborg.
Pólotsk es una de las ciudades más antiguas de los Eslavos orientales. Fue mencionada por primera vez en la Crónica de Néstor en el año 862 (como Полотескъ, /polotesk/), junto con Múrom y Beloziorsk. Las Sagas Nórdicas describen la ciudad como la más fortificada de la Rus de Kiev.
Entre los siglos X y XII, el Principado de Pólotsk surgió como el centro dominante de poder en lo que hoy es Bielorrusia, con un menor protagonismo del Principado de Turau en el sur. Se ha afirmado reiteradamente su soberanía e independencia en relación con otros centros de la Rus de Kiev, convirtiéndose en la capital política, la Sede episcopal y luego en el controlador de los territorios vasallos entre los bálticos en el oeste. Su gobernante más poderoso fue el príncipe Vseslav Bryachislávich, que reinó entre 1044 y 1101. Una inscripción del siglo XII ordenada por el hijo de Vseslav, Borís, aún se puede ver en una enorme piedra instalada cerca de la catedral de Santa Sofía en Pólotsk.
Pólotsk se convirtió en parte del Gran Ducado de Lituania en 1307, y se dice que fue el mayor centro de comercio del estado. El Derecho de Magdeburgo fue adoptado en 1498. Pólotsk fue la capital del Voivodato de Pólotsk de la República de las Dos Naciones hasta 1772. Capturada por el ejército ruso de Iván el Terrible en 1563, fue devuelta al Gran Ducado de Lituania 15 años después.
Este periodo de guerra comenzó un declive gradual de la ciudad. Después de la primera partición de Polonia, Pólotsk se degradó hasta llegar a la condición de una pequeña ciudad de provincia del Imperio ruso. Durante la invasión napoleónica de Rusia en 1812, fue el lugar de dos batallas, llamadas la primera batalla de Polotsk y la segunda batalla de Polotsk.

## Galería

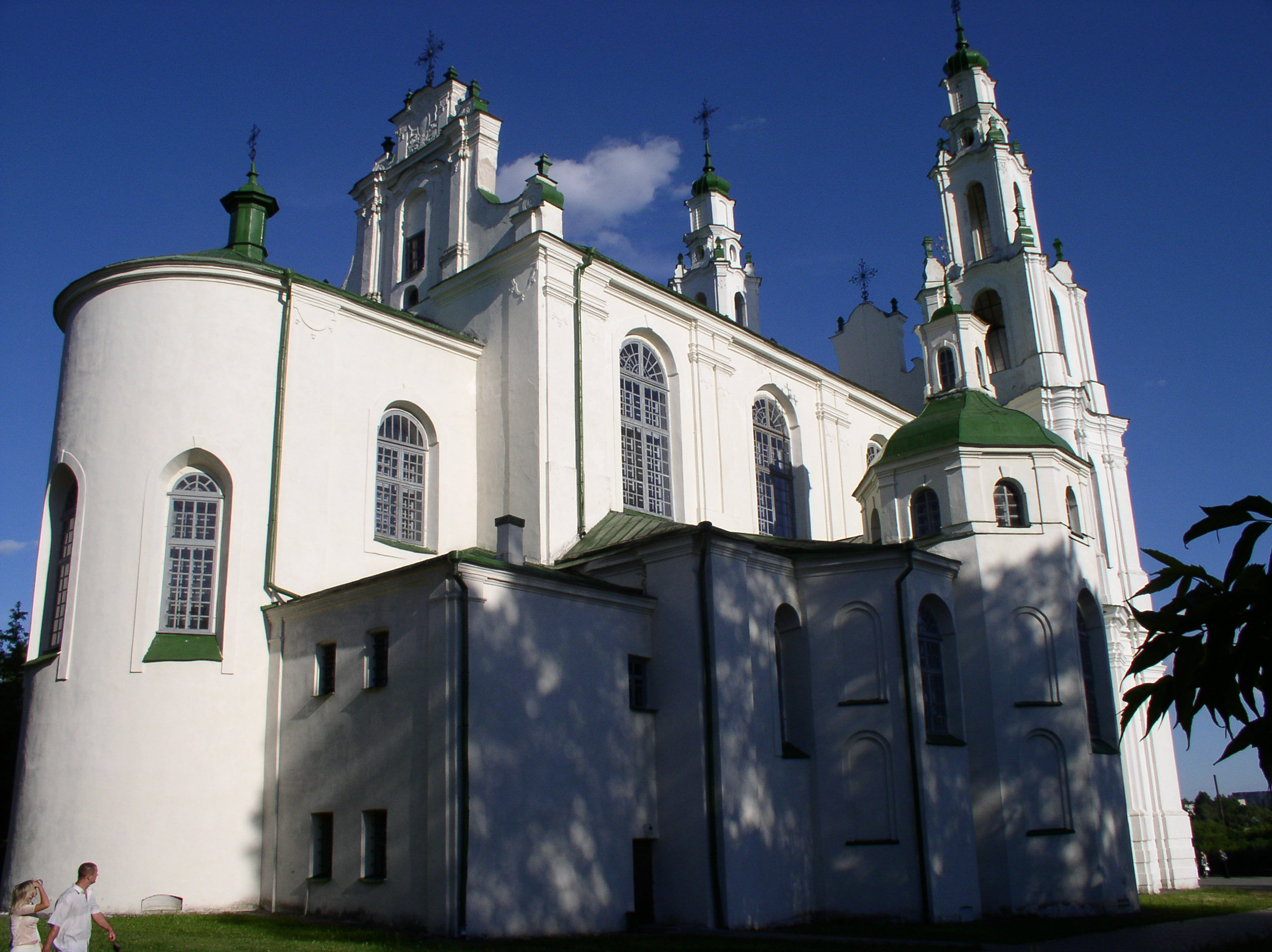
Ábside de la Catedral de Santa Sofía
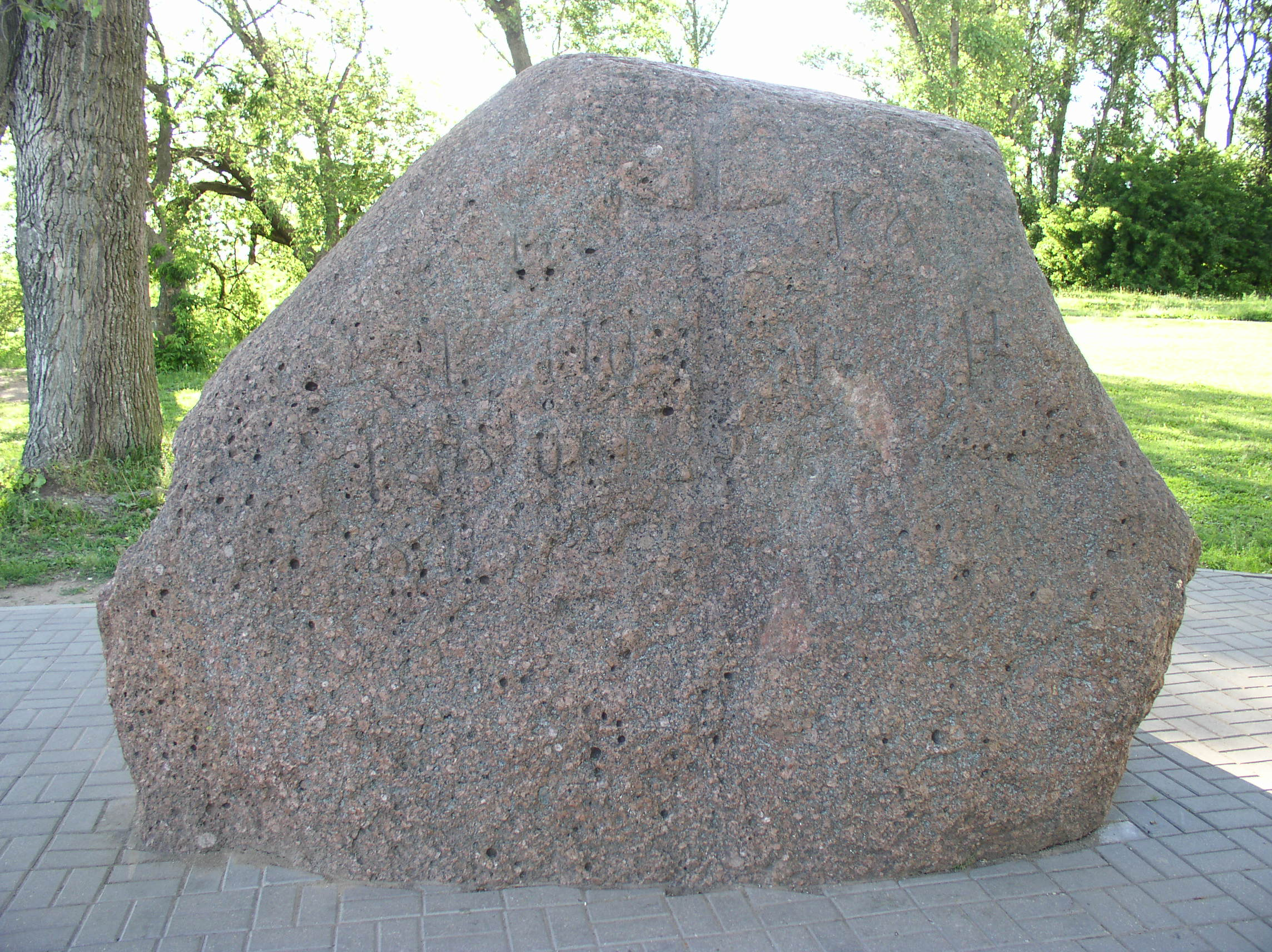
Piedra de Borís
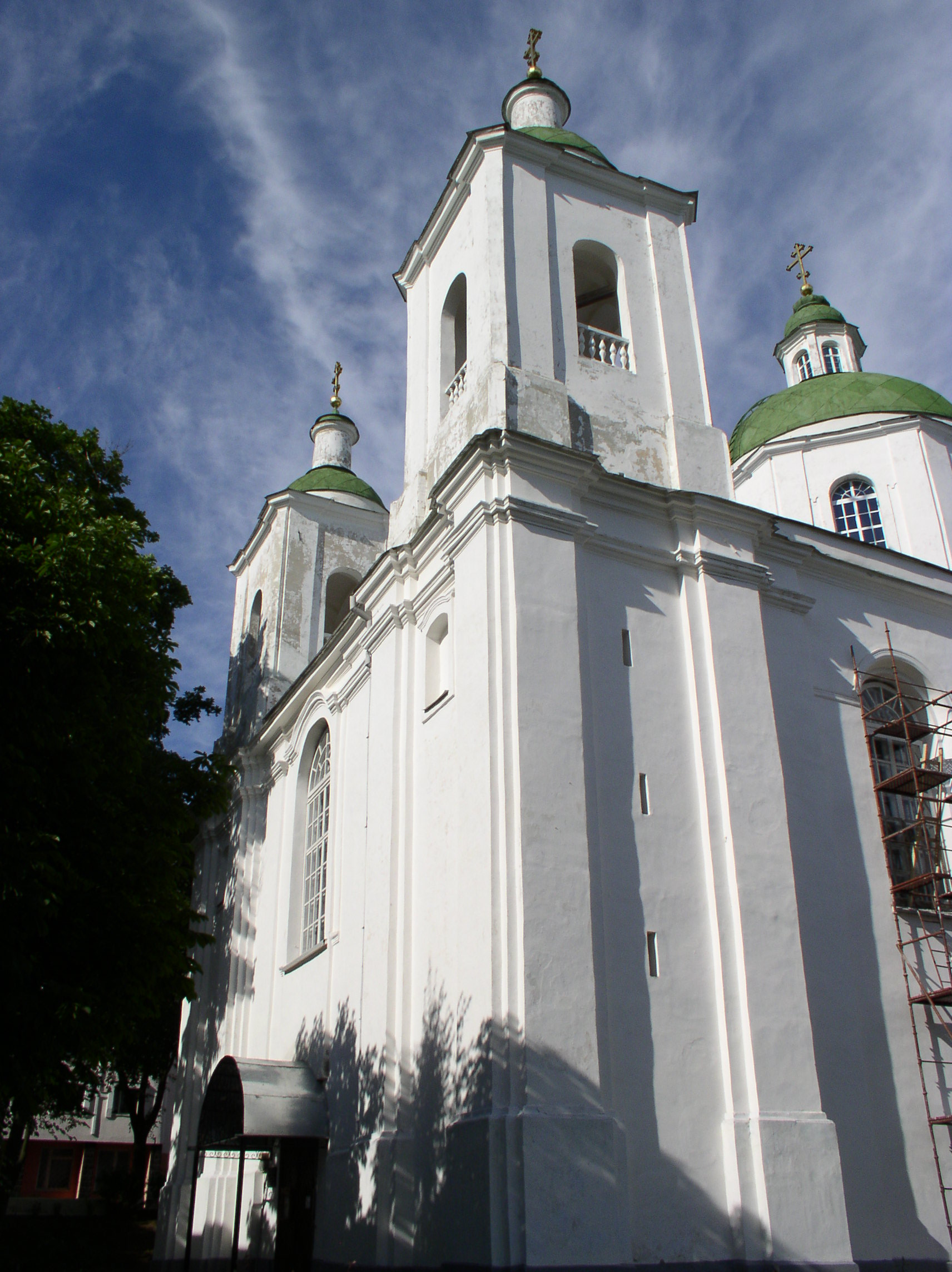
Catedral de la Teofanía
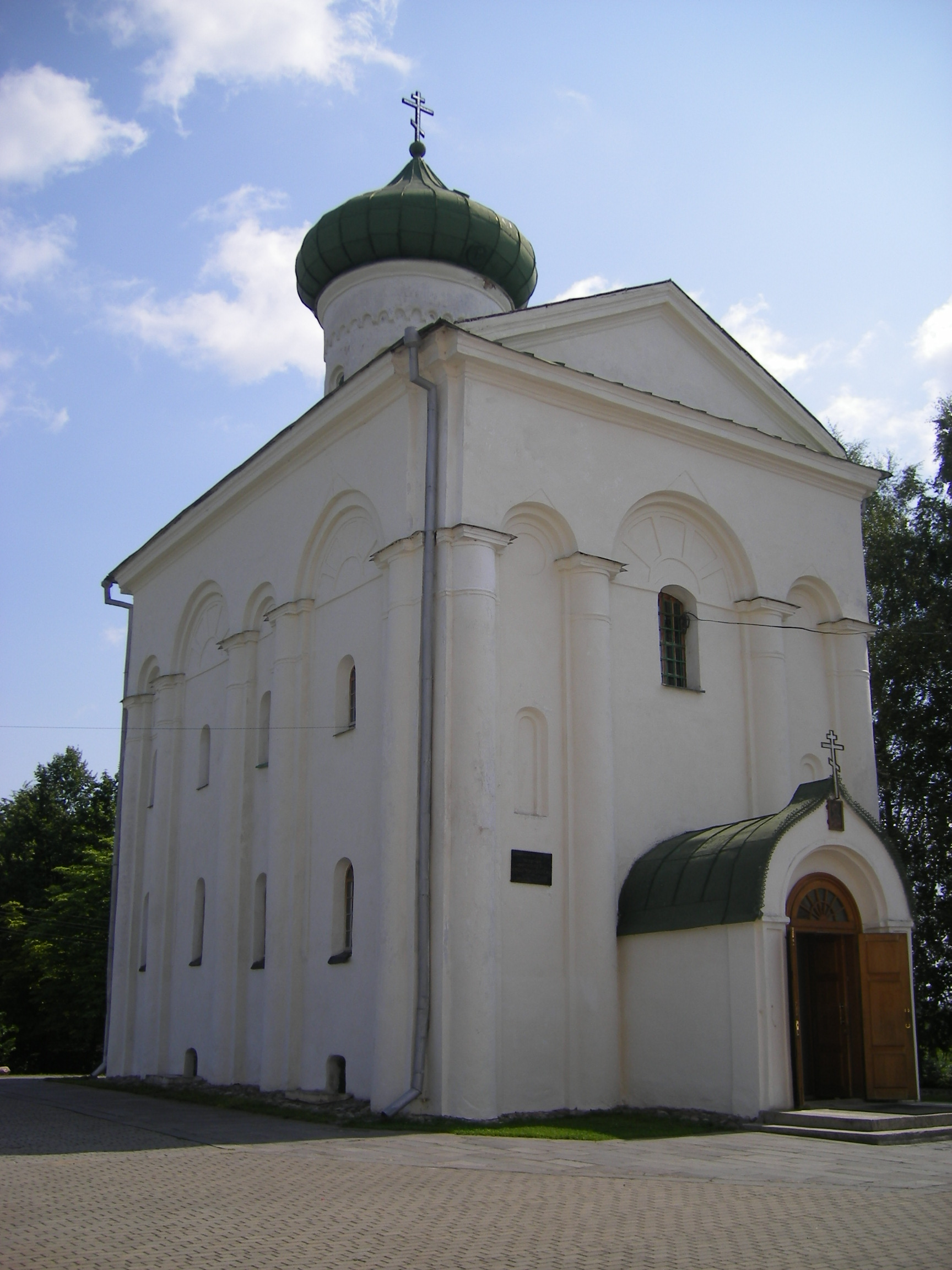
Iglesia de Santa Eufrosina de Pólotsk
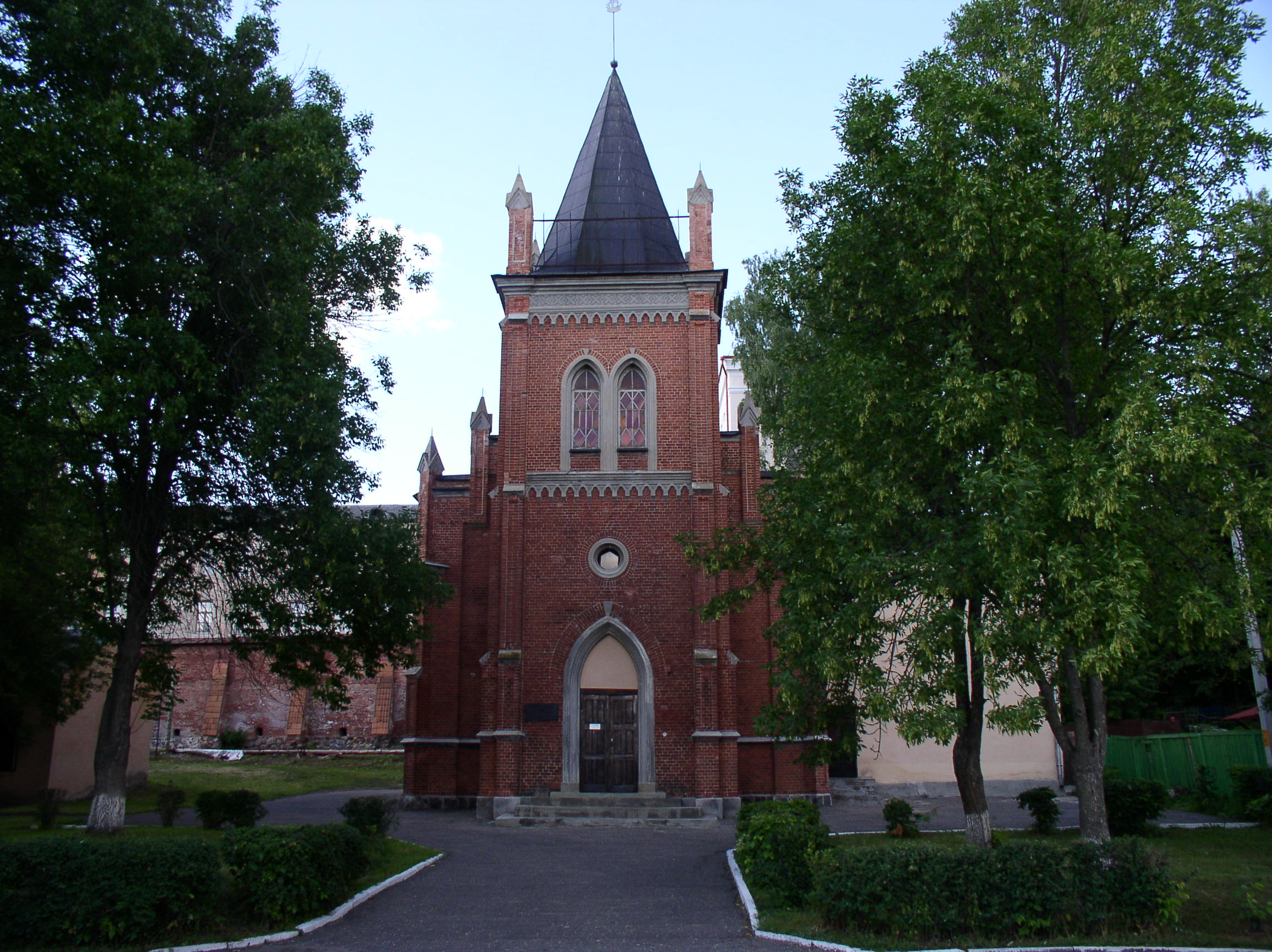
Iglesia Luterana
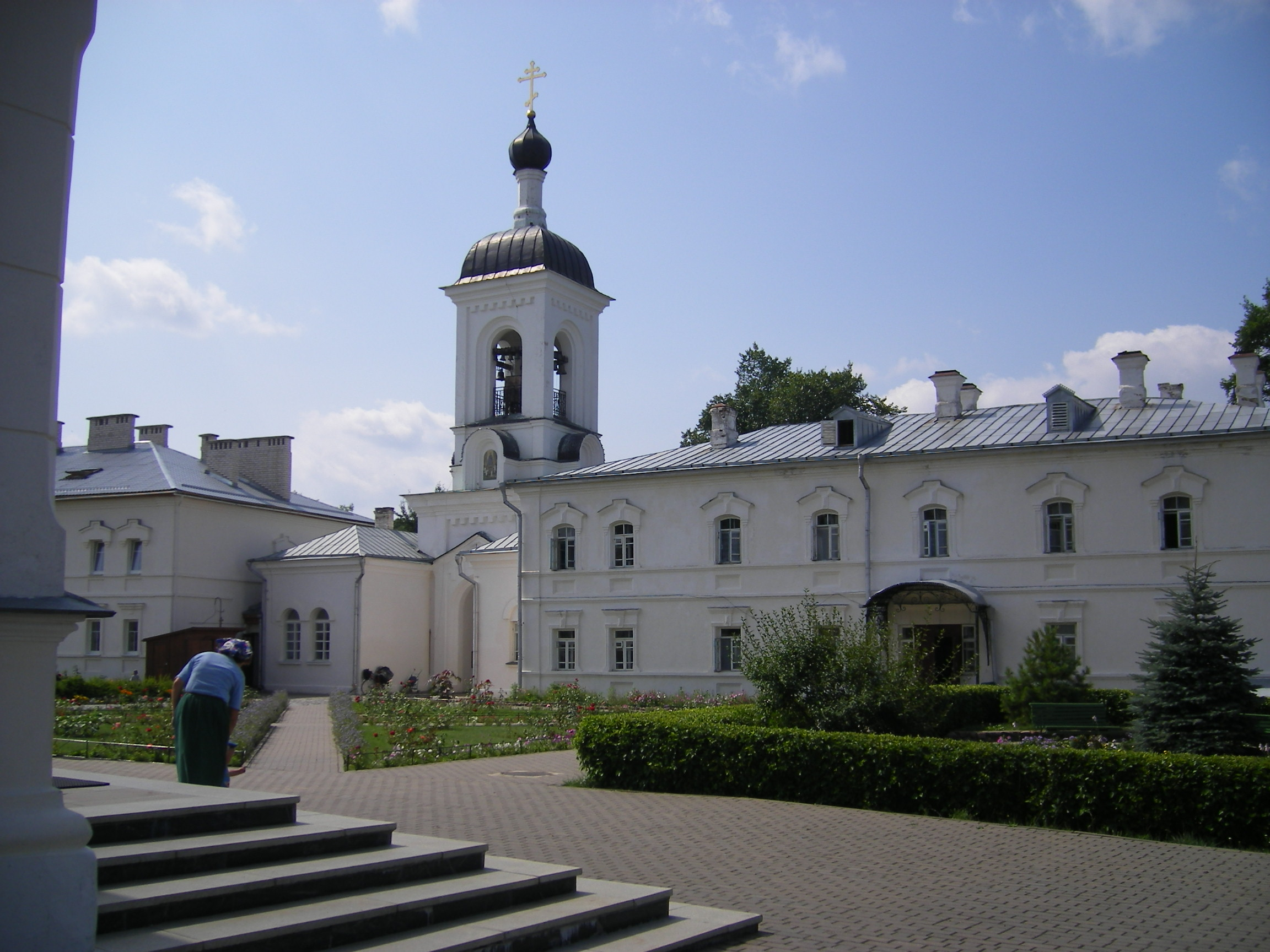
Santa Eufrosina
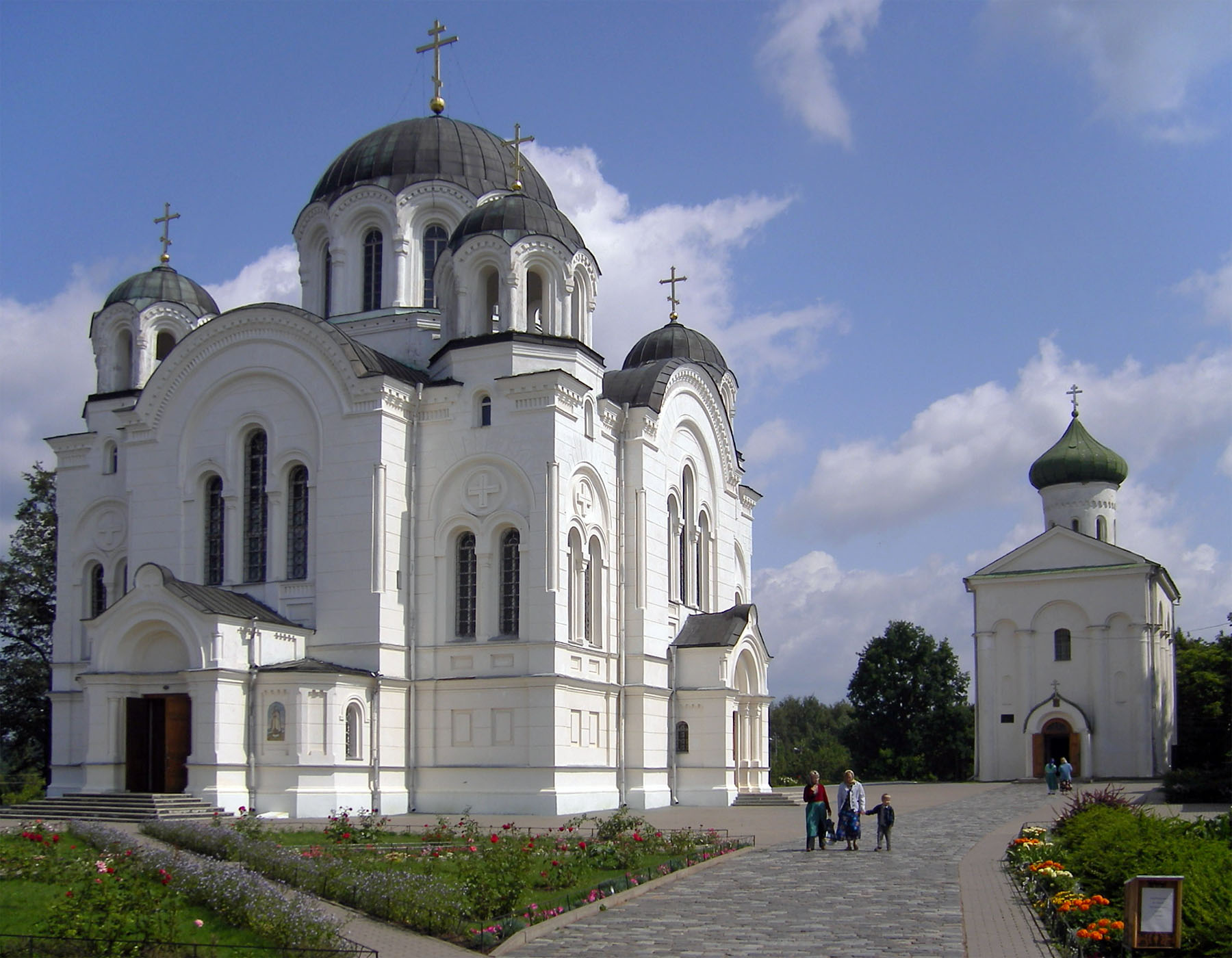
Santa Eufrosina
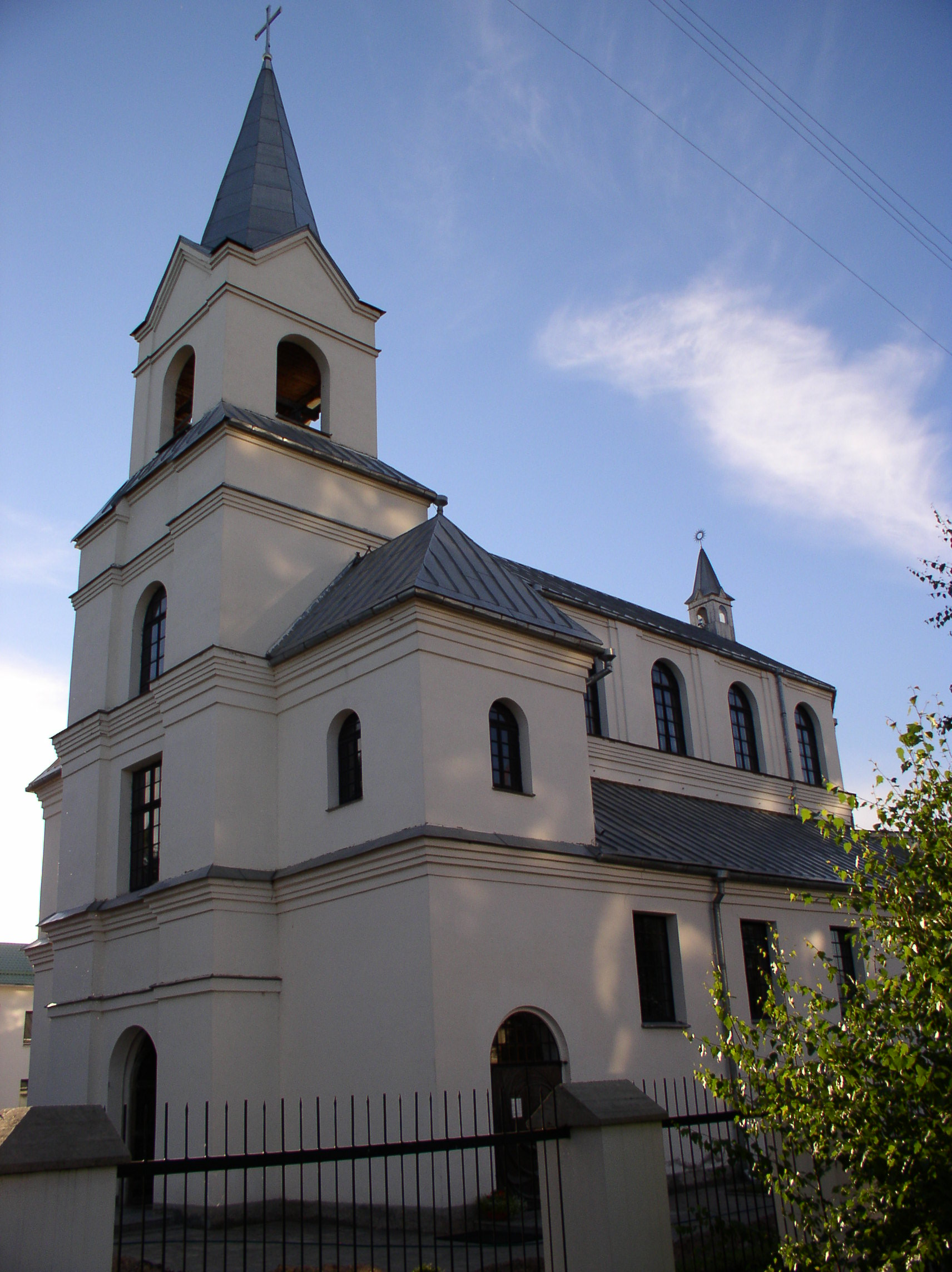
Iglesia de San Andrés Bobola
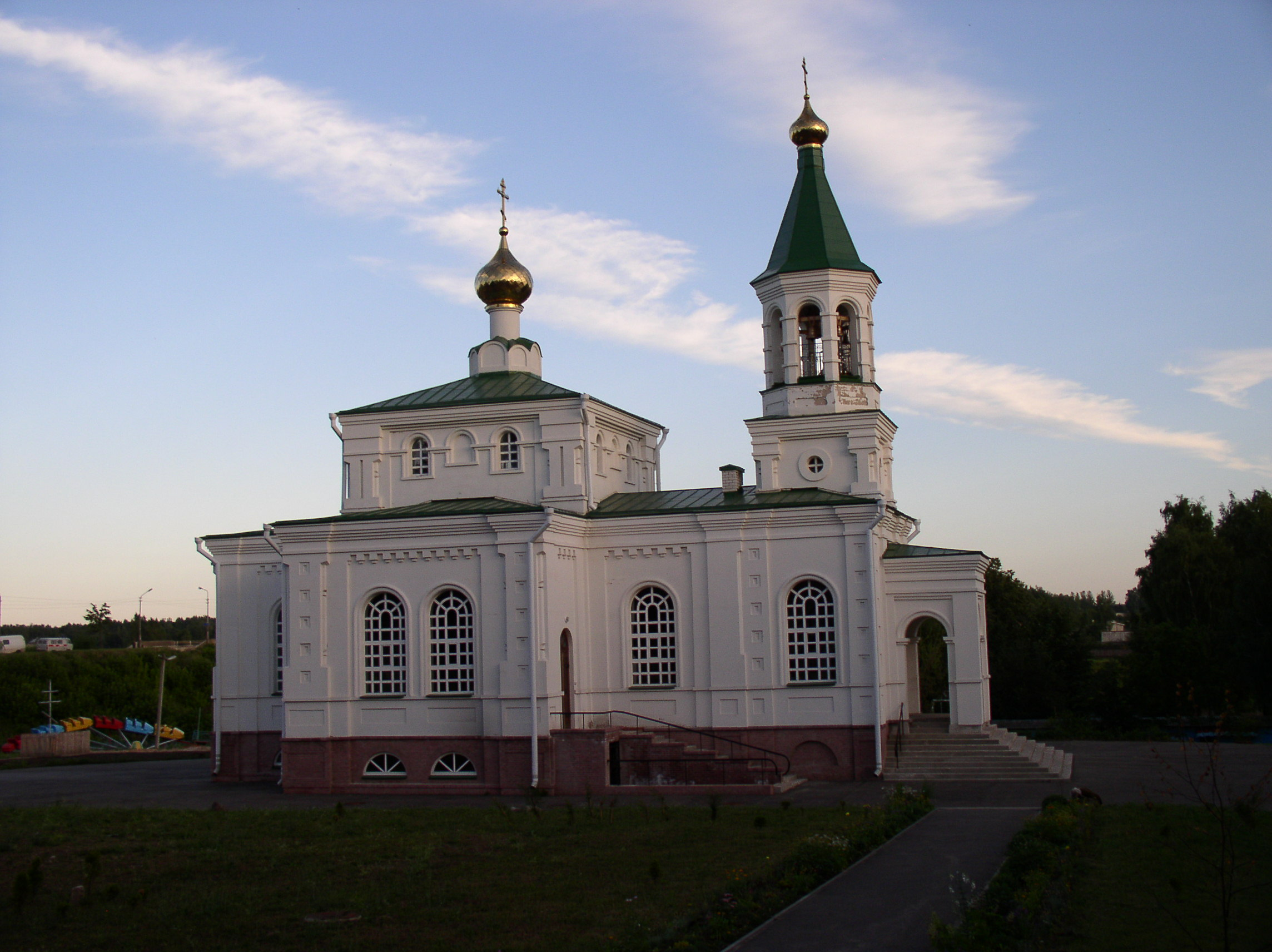
Iglesia de la Protección de la Santísima Virgen
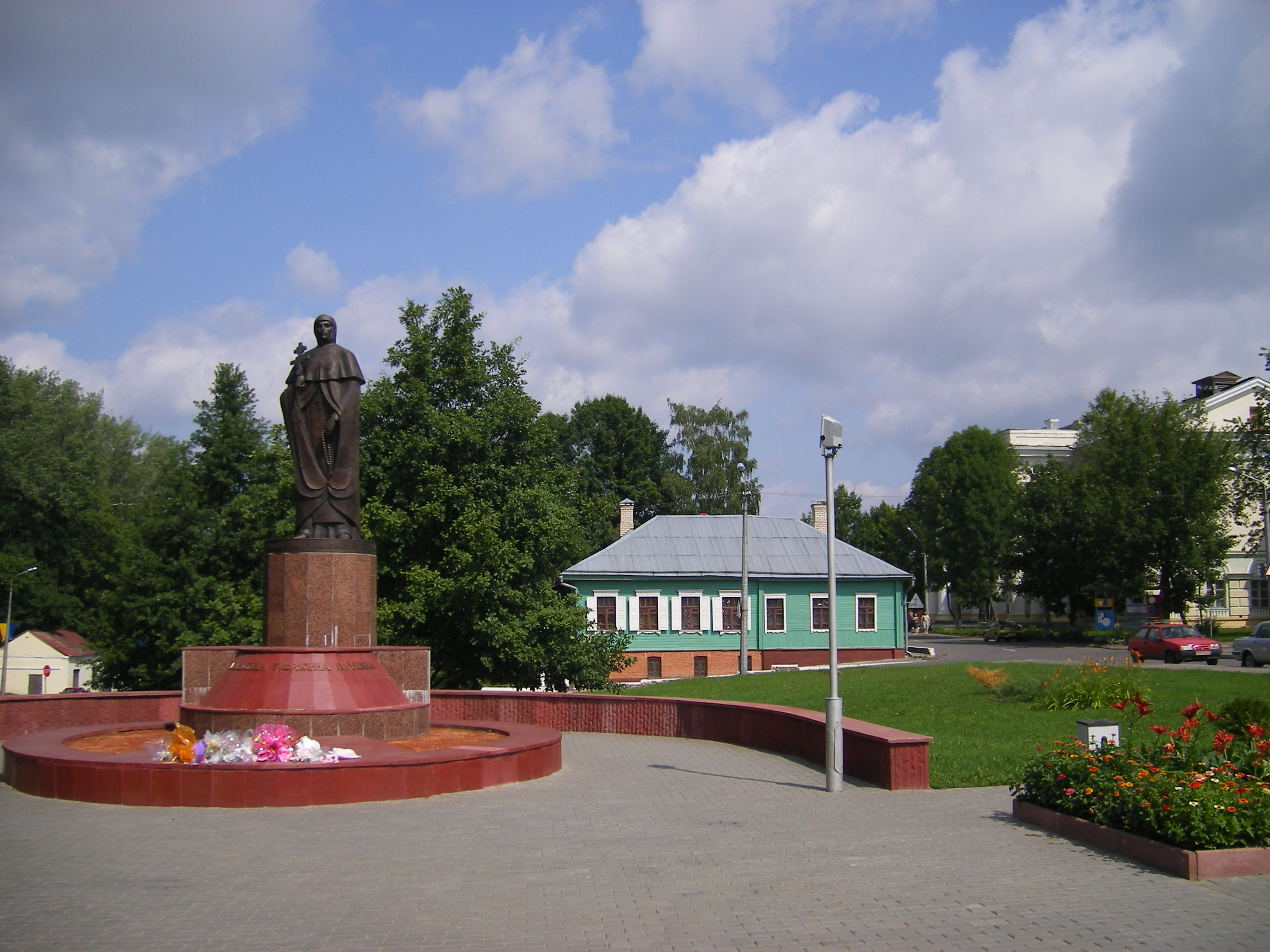
Estatua de Santa Eufrosina
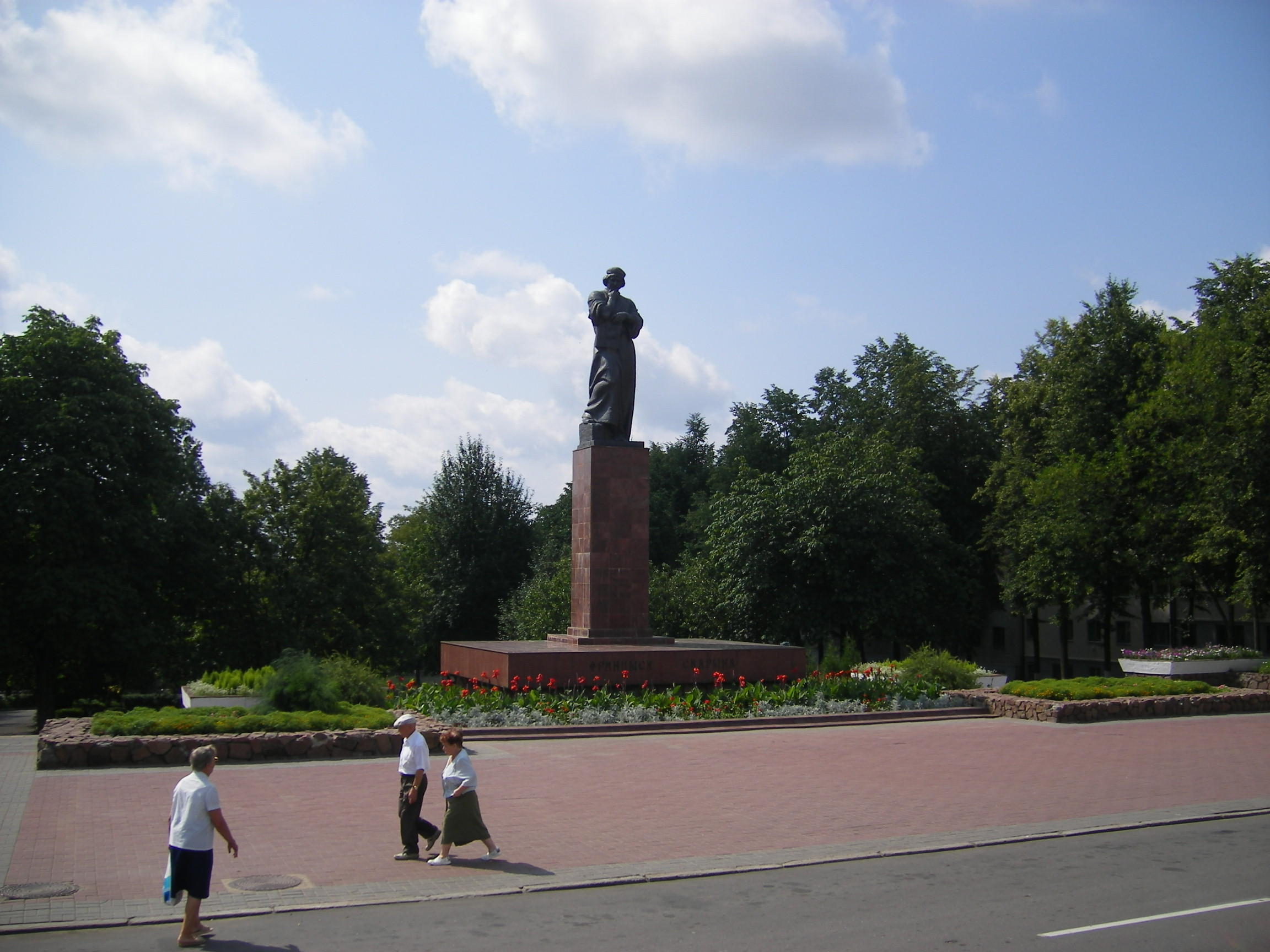
Estatua de Francysk Skaryna
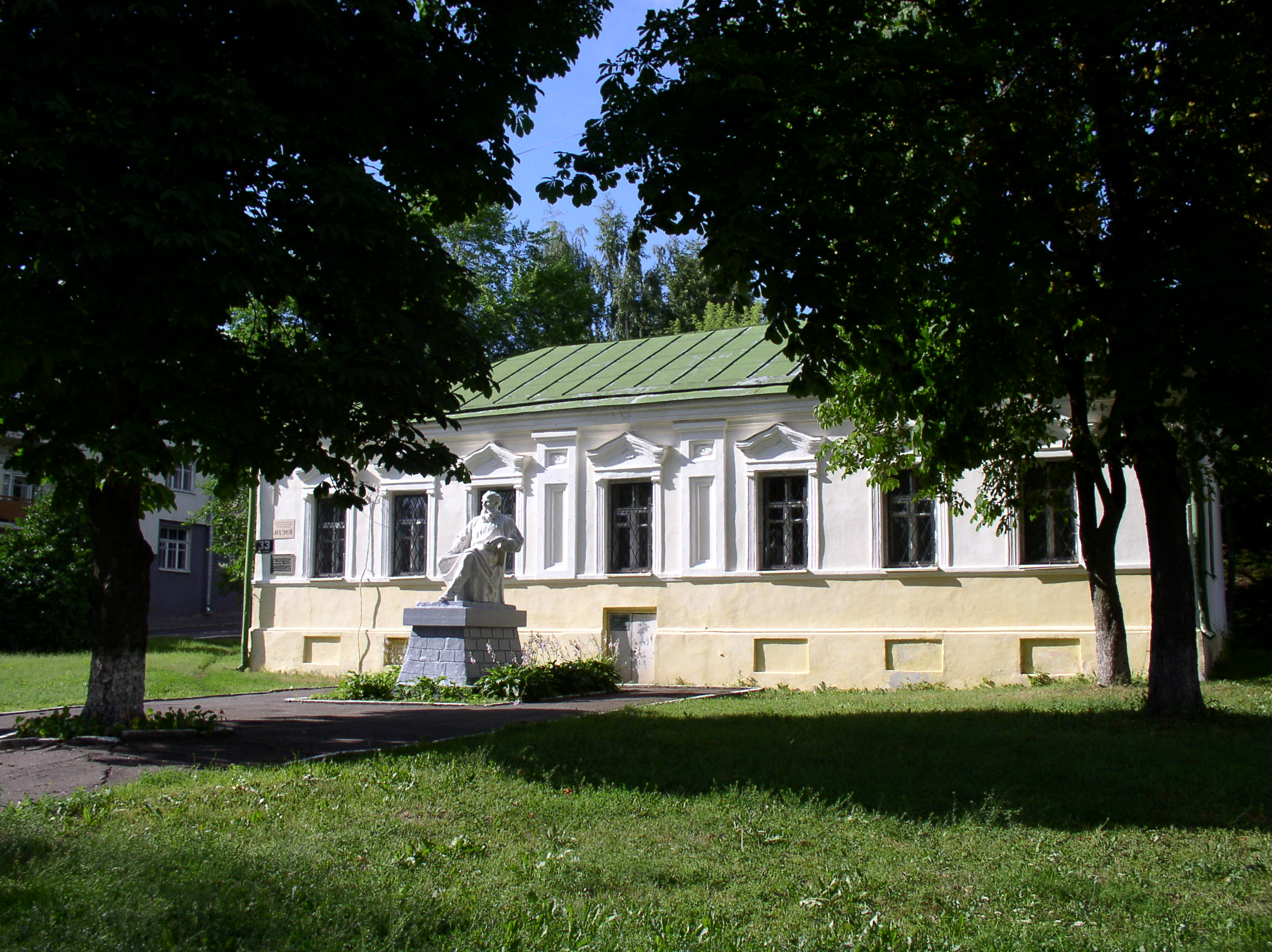
Casa de Pedro I de Rusia

## Ciudadanos famosos
- Iziaslav de Pólotsk, Príncipe de Pólotsk
- Rógvolod, Príncipe de Pólotsk
- Rogneda de Pólotsk, hija del Príncipe Rógvolod
- Vseslav de Pólotsk, Príncipe de Pólotsk
- Simeón Pólotski, eclesiástico y escritor en lengua rusa, polaca y ucraniana
- Josafat Kuncewicz, arzobispo católico de esta ciudad

## Ciudades hermanadas
1. Elektrostal, Rusia
2. Tosno, Óblast de Leningrado, Rusia
3. Nóvgorod, Rusia
4. Velíkiye Luki, Óblast de Pskov, Rusia
5. Suoyarvsky, Carelia, Rusia
6. Jonava, Lituania
7. Trakai, Lituania
8. Ventspils, Letonia
9. Kamianéts-Podilskyi, Ucrania
10. Obúkhiv, Ucrania
11. Bălţi, Moldavia
12. Jarosław, Polonia
13. Gdansk, Polonia
14. Isla de Gotland, Suecia
15. Friedrichshafen, Alemania

- Datos: Q200797
- Multimedia: Polotsk / Q200797